# 董國祥
董国祥（？—1683年），字掌录，號福兄，直隶真定府隆平县人，明朝政治人物。

## 生平
崇祯六年（1633年）癸酉科举人，崇禎十三年（1640年）庚辰科进士，钦授吏部验封司主事。明亡降顺，为顺军筹集粮草，并参与招降吴三桂。入清后，得到大学士刘正宗赏识，历任吏部文选司郎中、太常寺少卿提督四译馆，顺治十二年（1655年）七月升通政使司左通政，十一月升太仆寺卿，寻迁宗人府府丞，十三年正月升刑部右侍郎，四月调吏部右侍郎，闰五月以议处苍梧道萬化徇情庇护，与吏部侍郎高珩同被降二级，调任太常寺少卿。升大理寺少卿，十五年十月再任宗人府府丞。十六年（1659年）闰三月，国祥受贪赃免官的江南按察使卢慎言嘱托，分送金银，进行打点，被巡城御史查访发觉，因未及分送、自行出首，董国祥免死革职，流徙尚阳堡（今辽宁铁岭）。康熙二十二年（1683年）卒于谪所。